# União São João
União São João Esporte Clube – brazylijski klub piłkarski z siedzibą w mieście Araras, leżącym w stanie São Paulo.

## Osiągnięcia
- Mistrz drugiej ligi brazylijskiej (Campeonato Brasileiro Série B): 1996
- Mistrz trzeciej ligi brazylijskiej (Campeonato Brasileiro Série C): 1988
- Mistrz drugiej ligi stanu São Paulo (Campeonato Paulista Série A2): 1987

## Historia
Klub założony został 14 stycznia 1981 roku przez Herminio Ometto, właściciela zamkniętego zakładu Usina São João. Obszar byłych zakładów został teraz przydzielony nowemu klubowi. W 1987 roku po pokonaniu klubu São José União São João awansował do pierwszej ligi stanu São Paulo.
W 1988 roku klub wygrał trzecią ligę brazylijską (Campeonato Brasileiro Série C), pokonując w finale pochodzący ze stanu Minas Gerais klub Passense. Zwycięstwo dało awans do drugiej ligi (Campeonato Brasileiro Série B).
W roku 1989 União São João zadebiutował w drugiej lidze brazylijskiej, zajmując ostatecznie 29 miejsce. W tym samym roku klub rozegrał cztery mecze towarzyskie w Japonii (dwa zwycięstwa i dwa remisy).
W roku 1993 w związku z powiększeniem pierwszej ligi brazylijskiej do 32 klubów União São João zadebiutował w Campeonato Brasileiro Série A, zajmując miejsce 12, czyli swoje najlepsze miejsce w historii rozgrywek o mistrzostwo Brazylii. W następnym roku było 21 miejsce.
W 1995 roku União São João zajął 24, ostatnie miejsce, w pierwszej lidze i spadł do druiej ligi brazylijskiej (Campeonato Brasileiro Série B).
W 1996 roku klub wygrał drugą ligę brazylijską (Campeonato Brasileiro Série B) – w grupie finałowej União São João wyprzedził następujące kluby: América Natal, Náutico Recife i Londrina. W następnym sezonie klub wystąpił w pierwszej lidze brazylijskiej (Campeonato Brasileiro Série A), gdzie zajął ostatnie, 26 miejsce, i spadł z powrotem do drugiej ligi.
W roku 2002, wykorzystując fakt, że największe kluby stanu São Paulo nie wzięły udziału w rozgrywkach ligowych, União São João zajął drugie miejsce za klubem Ituano Itu, który potem w "supermistrzostwach" walczył z najsilniejszymi drużynami i został wicemistrzem stanu.
W 2003 roku klub zajął ostatnie, 24 miejsce, w drugiej lidze brazylijskiej (Campeonato Brasileiro Série B) i spadł do trzeciej ligi (Campeonato Brasileiro Série C).